# Pic Perdiguère
Le pic Perdiguère est le plus haut sommet du massif de Perdiguère de la chaîne des Pyrénées, situé sur la frontière entre l'Espagne et la France.
Il est le point culminant de la Haute-Garonne.

## Géographie

### Topographie
Situé entre la commune espagnole de Benasque et la commune d'Oô, près de Bagnères-de-Luchon dans le Comminges entre le département de la Haute-Garonne et la communauté autonome d'Aragon, le pic Perdiguère est le plus haut sommet de la Haute-Garonne devant la pointe de Literole.

## Histoire
La première ascension a été réalisée en 1852 par Toussaint Lézat,.

## Voies d'accès
La voie normale commence au refuge du Portillon. Il faut s'engager sur le barrage et le traverser puis suivre le sentier qui s'élève en contournant le lac. On vise le portillon d'Oo pour accéder à la moraine. Ensuite, l'itinéraire remonte tout le vallon supérieur de Literole. Un grand névé occupe en général le vallon, il faut alors le contourner par la gauche.
Arrivé au col supérieur de Literole (3 049 m), il faut s'engager sur l'arête. Quelques pas d'escalade sont nécessaires à ce niveau mais sans aucune difficulté. La suite se fait à proximité de l'arête côté français et le sommet est rapidement atteint.
Une variante assez populaire consiste à gravir le vallon inférieur de Literole jusqu'au col et ensuite à parcourir l'arête en passant par la pointe de Literole et le pic de Royo pour rejoindre le col supérieur de Literole. De là, on retrouve la voie normale.